# Responsivitate

Responsivitatea necesită o latență/întârziere mică a întregului ciclu de intrare ieșire.

Responsivitate sau receptivitate ca un concept al informaticii se referă la abilitatea specifică a unui sistem sau a unei unități funcționale să completeze sarcinile asignate într-o perioadă dată.